# گالن
گالن یا سرب معدنی، کانی طبیعی سولفید سرب و اصلی‌ترین کانی فلز سرب در معادن سرب می‌باشد. این کانی همانند نمک دارای سطح شکست (رخ) سه جهتی قائمه می‌باشد.
این کانی فلزی معمولاً همراه با اسفالریت در معادن سرب و روی دنیا استخراج می‌گردد. گالن همچنین با فلئوریت و کلسیت همراهی می‌شود. گالن را می‌توان به آسانی با رخ خوب آن گرانی ویژه بالا و رنگ خاکه خاکستری سربی تشخیص داد. گالن یک کانی سولفیدی بسیار رایج است که در رگه‌ها همراه با اسفالریت، پیریت، مارکازیت، کلکوپیریت، سروسیت، دولومیت، کلسیت، کوارتز، باریت وفلوریت می‌توان یافت
'گالن سمی است